# Jan-Hendrik Wessels
Pour les articles homonymes, voir Wessels.
Pas d'image ? Cliquez ici

a Compétitions nationales et continentales officielles uniquement.

b Matchs officiels uniquement.
Dernière mise à jour le 19 août 2025.
Jan-Hendrik Wessels, né le 8 mai 2001 à Bloemfontein (Afrique du Sud), est un joueur international sud-africain de rugby à XV évoluant aux postes de talonneur ou de pilier gauche avec la franchise des Bulls en United Rugby Championship à partir de 2021 et avec les Blue Bulls en Currie Cup à partir de 2020.

## Biographie

### Jeunesse et formation
Jan-Hendrik Wessel naît le 8 mai 2001 à Bloemfontein en Afrique du Sud,. Il est scolarisé au Grey College (en), dans sa ville natale, où il joue pour l'équipe de rugby à XV de l'établissement,,,. Avec son établissement, il dispute notamment la Craven Week ainsi que la Grant Khomo Week avec Andre-Hugo Venter.
En 2019-2020, il fait partie du centre de formation de l'ASM Clermont Auvergne en France,. Il quitte le club durant l'année 2020 à cause de la pandémie de Covid-19. L'équipe d'Afrique du Sud du Sud des moins de 20 ans, l'ayant sélectionné pour préparer le Championnat du monde junior annulé cette année-là, souhaitant faire revenir ses jeunes joueurs,.
Par la suite, il fait donc son retour en Afrique du Sud et signe pour les Bulls,. Jouant au poste de pilier gauche, et dépannant parfois en deuxième ligne, ses entraîneurs évoquent l'idée de le convertir en pilier droit puis finalement en talonneur,.

### Débuts professionnels et succès en Currie Cup (2020-2024)
En 2020, Jan-Hendrik Wessels est retenu dans l'effectif des Bulls pour le Super Rugby Unlocked (en) mais il ne participe à aucune rencontre. Par la suite, durant la deuxième journée de la saison 2020-2021 (en) de Currie Cup, il fait ses débuts professionnels avec les Blue Bulls contre les Free State Cheetahs,,. À l'issue de la saison, fin janvier 2021, son équipe remporte la compétition mais il ne dispute pas la finale.
Quelques mois plus tard, en septembre, il remporte sa deuxième Currie Cup lors de l'exercice 2021 en battant une nouvelle fois les Natal Sharks en finale Le mois suivant, il joue son premier match avec les Bulls en United Rugby Championship contre Cardiff Rugby. En décembre, il signe une prolongation jusqu'en 2024 avec la franchise de Pretoria.
Lors de la saison 2022-2023 du United Rugby Championship, après avoir disputé les trois premières journées, il connaît sa première titularisation dans la compétition à l'occasion de la quatrième journée contre les Glasgow Warriors.
Durant la saison 2023-2024, il est le troisième talonneur de l'effectif des Bulls derrière Akker van der Merwe et Johan Grobbelaar mais connaît une progression importante,. Pendant la saison, il prolonge son contrat jusqu'en 2026. Au total, il dispute dix matchs dont quatre comme titulaire à ce poste et inscrit un essai.

### Débuts internationaux (depuis 2024)
En début d'été 2024, Jan-Hendrik Wessels est retenu pour la première fois avec l'équipe d'Afrique du Sud pour les test matchs estivaux. Il est retenu sur une feuille de match afin d'affronter le Portugal dans sa ville natale en tant que titulaire au poste de pilier gauche, alors qu'il évolue plus souvent en talonneur avec les Bulls, en compagnie de son coéquipier Andre-Hugo Venter avec qui il a fait ses débuts rugbystiques il y a dix ans. Durant la rencontre, il inscrit son premier essai et contribue à la victoire 64 à 21 des siens pour ses débuts internationaux. Fin juillet, il est convoqué pour le Rugby Championship. Lors de la deuxième journée, il fait ses débuts dans la compétition en étant titularisé, toujours en pilier gauche, afin d'affronter l'Australie. Il dispute un second match et son équipe remporte la compétition,.
À l'automne suivant, il est sélectionné pour la tournée de fin d'année. Toutefois, il est forcé de déclarer forfait en raison d'une blessure à la cheville. Il effectue son retour sur les terrains à mi-décembre en Champions Cup avec les Bulls. Durant la saison, et depuis ses premières capes internationales, il progresse beaucoup, si bien qu'il devient titulaire des Bulls au poste de pilier gauche lors de la fin de saison et des phases finales de l'URC. Se qualifiant jusqu'en finale de la compétition, les Bulls sont toutefois battus 32 à 7 par le Leinster. Grâce à ses bonnes performances en URC, il est nommé dans l'équipe type de la compétition
À la fin de la saison, il est sélectionné pour les test matchs estivaux 2025 avec les Springboks. Affrontant tout d'abord les Barbarians, il inscrit un essai et contribue à la large victoire 54 à 7 des siens. Deux semaines plus tard, il marque un autre essai durant la victoire 45 à 0 des Springboks contre l'Italie lors du deuxième test match. En suivant, il est retenu pour le Rugby Championship.

## Statistiques

### En équipe nationale
Au 19 août 2025, Jan-Hendrik Wessels compte 5 capes en équipe d'Afrique du Sud, dont 2 en tant que titulaire, depuis le 20 juillet 2024 contre le équipe du Portugal du Sud à Bloemfontein. Il inscrit deux essais, dix points.

## Palmarès

### En franchise et province
- Vainqueur de la Currie Cup en 2020-2021 (en) et 2021 avec les Blue Bulls.
- Finaliste du United Rugby Championship en 2022, 2024 et 2025 avec les Bulls.

### En équipe nationale
- Vainqueur du Rugby Championship en 2024 avec l'équipe d'Afrique du Sud.

### Distinctions personnelles
- Membre de l'équipe type du United Rugby Championship en 2025.